# فریتس بکر
فریتس بکر (زاده ۱۳ سپتامبر ۱۸۸۸ – درگذشته ۲۲ فوریه ۱۹۶۳) بازیکن فوتبال و مهاجم سابق آلمانی است.
او ابتدا برای اف‌سی ژرمانیا ۱۸۹۴ فرانکفورت بازی کرد و سپس به اف‌سی فرانکفورتر کیکرز (که بعداً به آینتراخت فرانکفورت تغییر نام داد) پیوست. او از سال ۱۹۰۴ تا ۱۹۲۱ برای باشگاه فرانکفورت بازی کرد.
در سال ۱۹۰۷ او به عنوان یکی از بازیکنان منتخب شهر فرانکفورت انتخاب شد و با نیوکاسل یونایتد بازی کرد؛ بکر دو گل به قهرمان انگلیس زد. او پس از عملکرد درخشان خود، به مسابقات آزمایشی تیم ملی دعوت شد و به تیم ملی آلمان پیوست.
بکر در اولین بازی بین‌المللی تاریخ تیم ملی آلمان، مقابل سوئیس در یک بازی دوستانه بازی کرد و در ۵ آوریل ۱۹۰۸، موفق شد تا اولین گل تاریخ تیم ملی آلمان را به ثمر برساند. در ادامه، بکر دومین گل را نیز برای کشورش به ثمر رساند، اما در نهایت بازی با نتیجه ۵–۳ به سود سوئیس به پایان رسید.
بکر چندین بار به عنوان مدیر ورزشی باشگاه فعالیت کرد که آخرین بار آن در سال‌های ۱۹۴۷–۱۹۴۶ بود. او در زندگی غیر ورزشی خود، به عنوان مشاور در مدیریت شهری مشغول به کار بود.
فریتس بکر عضو افتخاری باشگاه و کاپیتان افتخاری آینتراخت فرانکفورت بود.

## افتخارات
- نوردکریش-لیگا
  - قهرمان: ۱۲–۱۹۱۱+، ۱۳–۱۹۱۲+، ۱۴–۱۹۱۳+
- قهرمانی جنوب آلمان
  - نایب قهرمان: ۱۳–۱۹۱۲+، ۱۴–۱۹۱۳+
- + با تیم فرانکفورتر اف‌وی
- کریش‌لیگا نوردمین
  - قهرمان: ۲۰–۱۹۱۹+، ۲۱–۱۹۲۰
- + با تیم فرانکفورتر اف‌وی